# دولينهم (كامبريدجشير)
دولينهم (بالإنجليزية: Dullingham)‏ هي قرية و أبرشية مدنية تقع في المملكة المتحدة في إنجلترا. يقدر عدد سكانها بـ 767 نسمة .